# Clube Desportivo da Huíla
Clube Desportivo da Huíla, conhecido também como Desportivo da Huíla, ou simplesmente C.D.H, é um clube multidesportivo de Lubango, capital da Huíla, em Angola. As cores do clube são vermelho e preto. A equipa tem como mando de campo o Estádio Nacional da Tundavala, com capacidade para 20 mil adeptos/torcedores.

## História
Foi fundado a 7 de Março de 1998 como resultado da vontade de um grupo de pessoas interessadas no desenvolvimento do desporto, recreação e cultura na província, liderado pelo general Francisco Furtado, primeiro presidente e fundador do clube.
O clube possui os departamentos de futebol, basquetebol, atletismo, andebol e ténis de mesa.

## Títulos
- Gira Angola: 2004[5]
- Campeonato Provincial da Huíla: 2001 e 2004